# Genaemirum mesoleucum
Genaemirum mesoleucum är en stekelart som beskrevs av Heinrich 1936. Genaemirum mesoleucum ingår i släktet Genaemirum och familjen brokparasitsteklar. Inga underarter finns listade i Catalogue of Life.